# فيرنر شيفر
فيرنر شيفر (بالألمانية: Werner Schäfer)‏ (مواليد 29 ديسمبر 1952) هو ملاكم ألماني، مثّل بلاده في الألعاب الأولمبية الصيفية 1972.

## روابط خارجية
فيرنر شيفر على موقع أوليمبيديا (الإنجليزية)